# Guatteria argentea
Guatteria argentea este o specie de plante angiosperme din genul Guatteria, familia Annonaceae, descrisă de Erkens și Paulus Johannes Maria Maas. Conform Catalogue of Life specia Guatteria argentea nu are subspecii cunoscute.